# Friedrich August Marschall von Bieberstein
Le baron Friedrich August Marschall von Bieberstein est un naturaliste et explorateur wurtembergeois, né le 10 août 1768 à Stuttgart et mort le 16 juin 1826 (28 juin dans le calendrier grégorien) à Méréfa (Empire russe).

## Biographie
Il fait ses études à l'Université Caroline du Wurtemberg, où il fait la connaissance de Cuvier. Il s'installe à Saint-Pétersbourg et acquiert un domaine à Méréfa près de Kharkov. Il collecte activement dans le sud de la Russie, particulièrement au Caucase et en Crimée, notamment avec son disciple Christian von Steven. Après sa mort, son herbier de 8 000 à 10 000 spécimens est acquis par l’Académie des sciences de Saint-Pétersbourg. Il est actuellement conservé par l’Institut de botanique Komarov.

## Publications
Il est notamment l’auteur de :
- Tableau des provinces situées sur la côte occidentale de la mer Caspienne, entre les fleuves Terek et Kour (Saint-Pétersbourg, 1798) Texte en ligne.
- Flora taurico-caucasica, exhibens stirpes phaenogamas, in Chersoneso taurica et regionibus caucasicis sponte crescentes (Charkov, trois volumes, 1808-1819).
- Centuria plantarum rariorum Rossiae meridionalis, praesertim Tauriae et Caucasi, iconibus descriptionibusque illustrata (Charkov, 1810).

## Hommages
Le genre Biebersteinia (de) de la famille des Biebersteiniaceae a été nommé en son honneur par le botaniste allemand Christian Friedrich Stephan (es).
Les espèces suivantes portent son nom:
- Alsine biebersteinii (pt) Rupr.
- Anthemis biebersteiniana K.Koch
- Astragalus biebersteinii (es) Bunge
- Astrantia biebersteinii (sv) Fisch. & C.A.Mey.
- Campanula biebersteiniana C.A.Mey.

- Cerastium biebersteinii DC.

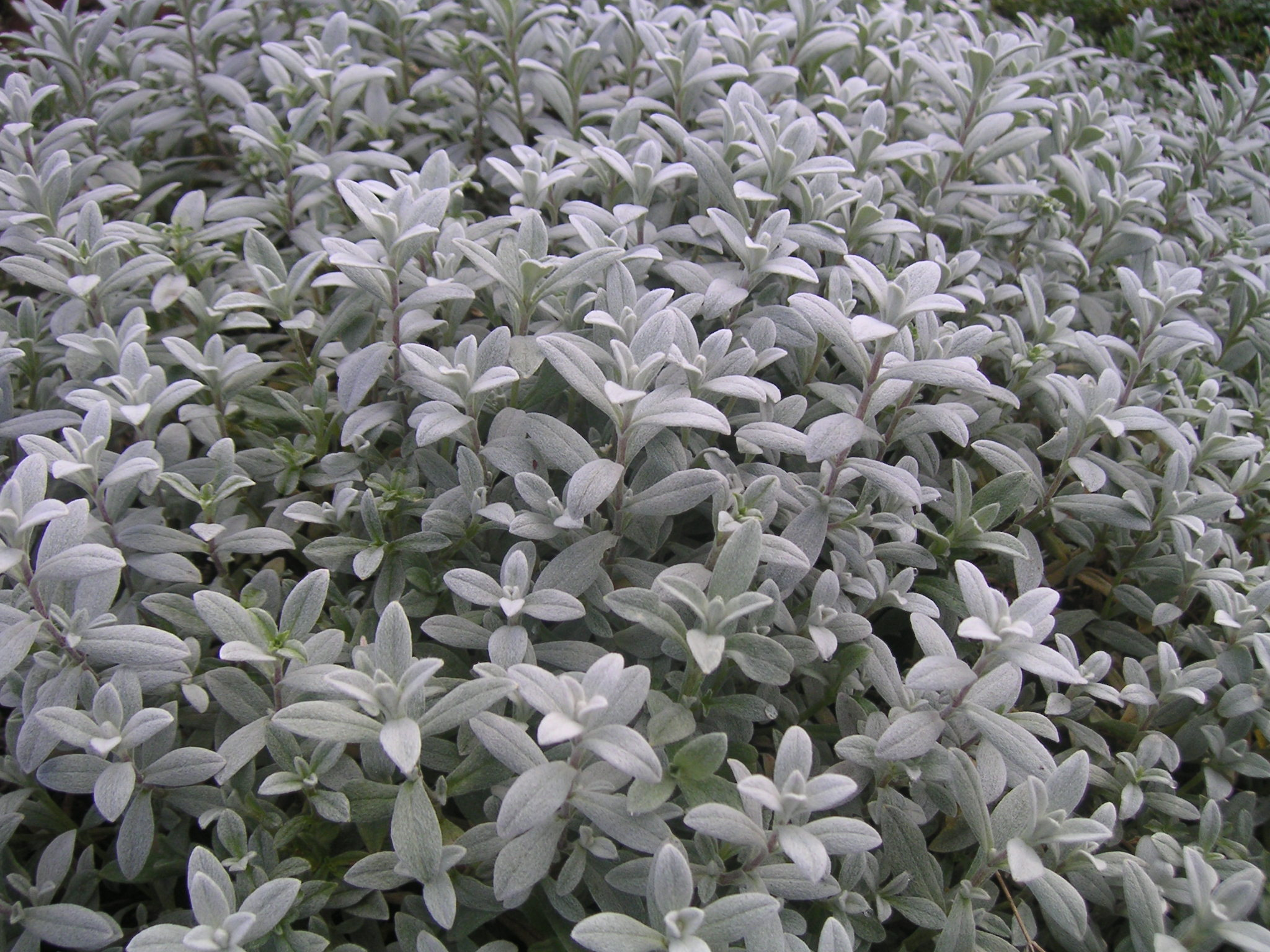
Cerastium biebersteinii au jardin botanique de Krefeld (Allemagne)

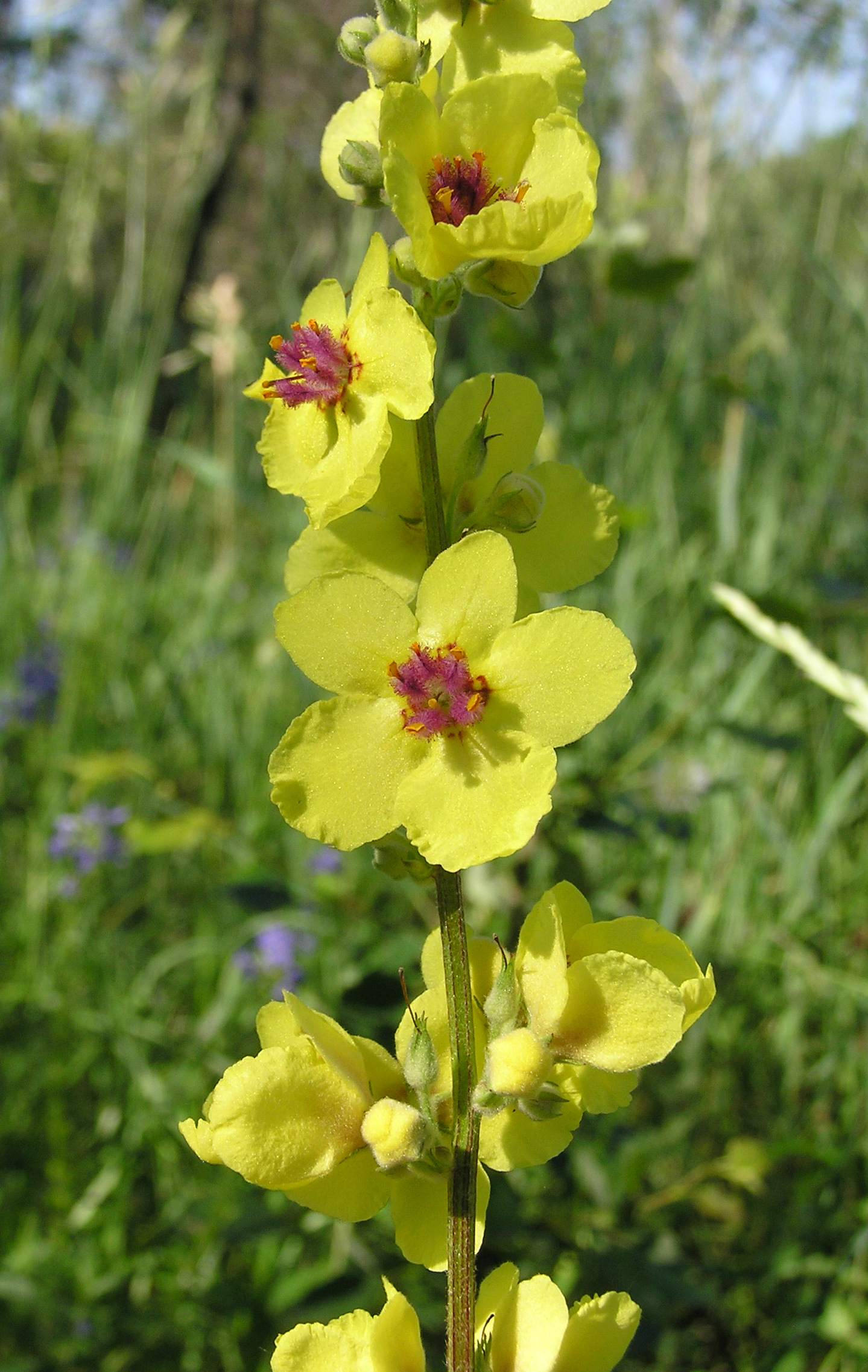
Verbascum marschallianum dans la région de la Volga

- Carlina biebersteinii Bernh. ex Hornem.
- Chaerophyllum biebersteinii (sv) Lag. ex Sweet
- Cirsium biebersteinii (es) Kharadze (en)
- Colchicum biebersteinii Rouy
- Crambe biebersteinii Janka
- Cuspidaria biebersteinii Rupr.
- Galium biebersteinii Ehrend.
- Gentianella biebersteinii (sv) (Bunge) Holub
- Haplophyllum biebersteinii Spach
- Koeleria biebersteinii (sv) M.G.Kalen.
- Linaria biebersteinii (sv) Besser
- Linum biebersteinii Spreng.
- Oenanthe biebersteinii Simon
- Onobrychis biebersteinii (sv) Širj. (es)
- Paeonia biebersteiniana Rupr.
- Poa biebersteinii (ru) Pojark.
- Senecio biebersteinii Grecescu (en)
- Solenanthus biebersteinii (sv) DC.
- Trifolium biebersteinii (sv) Boiss.
- Trinia biebersteinii (sv) Fedor. (es)
- Tulipa biebersteiniana Schult.f.
- Verbascum marschallianum (sv) Ivanina (cy) et Tzvelev
- Veronica biebersteinii Hassk.
- Zingeria biebersteiniana (Claus) P.A.Smirn.